# 곽승조
곽승조(2004년 1월 13일 ~ )는 대한민국의 축구 선수로, 포지션은 윙어이다. 현재 K리그2 부산 아이파크 소속이다.